# Who You Are (album)
„Who You Are” – debiutancki album brytyjskiej piosenkarki Jessie J. Ukazał się on 25 lutego 2011 nakładem wytwórni Universal Music Group w Irlandii, Holandii i Szwajcarii. 3 dni później wydany został w Wielkiej Brytanii przez wytwórnię Island Records i zadebiutował na 2. miejscu na liście UK Albums Chart, sprzedając się w 105,000 ilości kopii w pierwszym tygodniu. Album odniósł również sukces w Stanach Zjednoczonych, gdzie ze sprzedażą 34,000 kopii w pierwszym tygodniu, dotarł do 11. miejsca na liście Billboard 200. Singlami promującymi płytę były utwory „Do It Like a Dude” i „Price Tag”. Ten pierwszy wydany został 18 listopada 2010 roku i dotarł do pierwszej dziesiątki list przebojów w Nowej Zelandii, Wielkiej Brytanii i Szkocji. „Price Tag” nagrany został z gościnnym udziałem rapera B.o.B i w 2011 roku dotarł do szczytu notowania w Belgii, Francji, Irlandii, Nowej Zelandii i Wielkiej Brytanii. Również dobrze radził sobie w Polsce, gdzie na liście Polish Airplay Chart uplasował się na drugiej pozycji.
14 listopada 2011 roku wydano reedycję albumu Who You Are zatytułowaną „Deluxe Edition” lub „Platinum Edition”. Znalazł się na niej singel „Domino”, który był drugim w karierze piosenkarki utworem na szczycie w Wielkiej Brytanii i „LaserLight”, który wyprodukowany został przez Davida Guettę.

## Lista utworów
| #                         | Tytuł                                | Autorstwo                                                                                    | Produkcja                                         | Czas  |
| ------------------------- | ------------------------------------ | -------------------------------------------------------------------------------------------- | ------------------------------------------------- | ----- |
| 1.                        | „Price Tag" (wraz z B.o.B) „         | Jessica Cornish, Lukasz Gottwald, Claude Kelly, Bobby Ray Simmons                            | Dr. Luke                                          | 3:42  |
| 2.                        | „Nobody's Perfect”                   | Cornish, Kelly                                                                               | Andre Brissett                                    | 4:20  |
| 3.                        | „Abracadabra”                        | Cornish, Gottwald, Kelly                                                                     | Dr. Luke                                          | 3:50  |
| 4.                        | „Big White Room” (Live)              | Cornish                                                                                      | Jessie J                                          | 5:29  |
| 5.                        | „Casualty of Love”                   | Cornish, Farrah Fleurimond, Martin Kleveland, Natalie Walker                                 | Martin K                                          | 3:54  |
| 6.                        | „Rainbow”                            | Cornish, Warren „Oak” Felder, Edwin „Lil' Eddie” Serrano, Kasia „KC” Livingston              | Oak                                               | 3:05  |
| 7.                        | „Who’s Laughing Now”                 | Cornish, Talay Riley, Kyle Abrahams, George Astasio, Jon Shave, Peter Ighile, Jason Pebworth | Parker and James, The Invisible Men               | 3:54  |
| 8.                        | „Do It Like a Dude”                  | Cornish, Astasio, Pebworth, Shave, Abrahams, Ighile                                          | Parker and James, The Invisible Men               | 3:15  |
| 9.                        | „Mamma Knows Best”                   | Cornish, Ashton Thomas                                                                       | Ashton Thomas                                     | 3:15  |
| 10.                       | „L.O.V.E.”                           | Cornish, Toby Gad                                                                            | Toby Gad                                          | 3:50  |
| 11.                       | „Stand Up”                           | Cornish, Karl Gordon, Arnold Martin Morrow                                                   | Karl „K-Gee” Gordon                               | 3:27  |
| 12.                       | „I Need This”                        | Cornish, Robert Allen, Felder                                                                | Oak                                               | 4:20  |
| 13.                       | „Who You Are”                        | Cornish, Gad, Shelly Peiken                                                                  | Toby Gad                                          | 3:50  |
|                           |                                      |                                                                                              |                                                   | 50:10 |
| Platinum edition (bonusy) |                                      |                                                                                              |                                                   |       |
| 14.                       | „Domino”                             | Cornish, Gottwald, Kelly, Max Martin, Henry Walter                                           | Dr. Luke, Cirkut                                  | 3:51  |
| 15.                       | „My Shadow”                          | Cornish, The Invisible Men, The Fives                                                        | The Invisible Men, The Fives                      | 3:29  |
| 16.                       | „LaserLight" (wraz z Davidem Guettą) | Cornish, The Invisible Men, David Guetta, Giorgio Tuinfort, Frederic Riesterer               | David Guetta, Giorgio Tuinfort, Frederic Riestere | 3:31  |
|                           |                                      |                                                                                              |                                                   | 60:09 |